# Saint-Léon (Allier)
Saint-Léon – miejscowość i gmina we Francji, w regionie Owernia-Rodan-Alpy, w departamencie Allier.

## Demografia
Według danych na rok 1990 gminę zamieszkiwało 721 osób, a gęstość zaludnienia wynosiła 21 osób/km². W styczniu 2015 r. Saint-Léon zamieszkiwało 621 osób, przy gęstości zaludnienia wynoszącej 18,1 osób/km².